# Eclipse Modeling Framework
Eclipse Modeling Framework (EMF) — свободный фреймворк, основанный на Eclipse, для генерации кода, инструментов и прочих приложений на основе структурированной модели данных (метамодели). EMF предоставляет инструментарий и поддержку во время исполнения для того, чтобы из модели, описанной в XMI, получить:
- соответствующий набор Java-классов
- набор адаптеров, позволяющих просматривать и редактировать модель
- простейший редактор модели

Модель также может быть описана:
- аннотированным Java-кодом
- UML
- XML-схемой
- моделью формата Rational Rose

EMF обеспечивает основу для взаимодействия с другими инструментами и приложениями, основанными на нём.